# Ziziphus pubescens
Espèce
Classification phylogénétique
Statut de conservation UICN

 DD  : Données insuffisantes
Ziziphus pubescens est une espèce de plantes à fleurs du genre Ziziphus et de la famille des Rhamnaceae.